# Alexandar Kostadinow
Alexandar Stojanow Kostadinow (bulgarisch Александър Стоянов Костадинов; * 28. Juli 1988 in Kjustendil) ist ein bulgarischer Ringer. Er wurde 2014 Europameister im griechisch-römischen Stil in der Gewichtsklasse bis 59 kg Körpergewicht.

## Werdegang
Alexandar Kostadinow begann im Alter von 10 Jahren 1998 mit dem Ringen. Sein erster Verein war Minor Pernik. Später wechselte er zum Sportclub Slavia Litex Sofia. Er konzentrierte sich auf den griechisch-römischen Stil und ringt bei einer Größe von 1,63 Metern im Bantamgewicht, der momentan niedrigsten Gewichtsklasse seiner Stilart. Bekannte Trainer, mit denen er zusammenarbeitete, waren bzw. sind Bratan Zenow und Armen Nazarjan. Er ist Student, bestreitet seinen Lebensunterhalt aber mit dem Ringen. Er ist auch in den deutschen Ringerkreisen gut bekannt, weil er mehrere Jahre lang in der deutschen Bundesliga für den ASV Nendingen an den Start ging. In der Saison 2014/15 wird er für den TV Eintracht 1909 Aachen-Walheim ringen.
Seinen ersten Start bei einer internationalen Meisterschaft bestritt er im Juli 2004 bei der Junioren-Europameisterschaft (Altersgruppe Cadets) in Albena/Bulgarien. Er belegte dabei in der Gewichtsklasse bis 50 kg den 6. Platz. 2005 belegte er bei der Junioren-Europameisterschaft (Cadets) in Tirana in der Gewichtsklasse bis 54 kg den 2. Platz und gewann damit seine erste Medaille bei einer internationalen Meisterschaft. Bis 2008 bestritt Alexandar Kostadinow im Juniorenbereich noch viele weitere internationale Meisterschaften. Die größten Erfolge, die er dabei erzielte, waren die Siege bei der Junioren-Weltmeisterschaft 2007 in Peking und bei der Junioren-Weltmeisterschaft 2008 in Istanbul, jeweils im Bantamgewicht.
Im Mai 2008 wurde er vom bulgarischen Ringerverband beim Olympia-Qualifikations-Turnier in Rom-Ostia eingesetzt. Er belegte dort im Bantamgewicht hinter Jiao Hua Feng aus China den 2. Platz und erkämpfte damit einen Startplatz bei den Olympischen Spielen 2008  in Peking. In Peking setzte der bulgarische Ringerverband aber nicht ihn, sondern den erfahreneren Wenelin Wenkow ein. Im April 2009 kam er bei der Europameisterschaft der Senioren in Wilnius zum Einsatz. Er siegte dort im Bantamgewicht über Hammet Rustam, Türkei und Rowshan Bajramow aus Aserbaidschan, verlor dann gegen Mariusz Łoś aus Polen und erkämpfte sich in der Trostrunde mit einem Sieg über Jan Hocko aus Tschechien eine Bronzemedaille. Bei der Weltmeisterschaft 2009 in Herning/Dänemark war er nicht so erfolgreich, denn er verlor dort gleich in der ersten Runde gegen Bekchan Mankijew aus Russland. Da dieser nicht das Finale erreichte, schied er aus und kam nur auf den 19. Platz.
In den folgenden Jahren kam er noch bei einigen Welt- und Europameisterschaften zum Einsatz, musste sich diese Startplätze aber mit Wenelin Wenkow und Iwo Angelow teilen. 2012 wurde er bulgarischer Meister im Bantamgewicht und daraufhin beim Olympia-Qualifikations-Turnier in Sofia eingesetzt. Dort erkämpfte er sich mit einem 2. Platz hinter Håkan Nyblom aus Dänemark das Startrecht bei den Olympischen Spielen in London. In London verlor er seinen ersten Kampf gegen den Chinesen Li Shujin knapp nach Punkten (1:2 Runden, 2:4 Punkte) und schied, da dieser das Finale nicht erreichte, aus. Er platzierte sich dabei auf dem 12. Platz.
Im April 2014 gelang es Alexandar Kostadinow dann bei der Europameisterschaft in Vantaa/Finnland in der neuen Gewichtsklasse bis 59 kg seinen ersten internationalen Meistertitel im Seniorenbereich zu erringen. Er besiegte dabei Jani Haapamäki, Finnland, Karen Aslanjan, Armenien, Iwan Kujlakow, Russland, Kristijan Fris, Serbien und Victor Ciobanu, Moldawien.

## Internationale Erfolge
| Jahr | Platz | Wettbewerb                                              | Gewichtsklasse | Ergebnisse |
| 2004 | 6.    | Junioren-EM (Cadets) in Albena/Bulgarien                | bis 50 kg      | Sieger: Achmed Gadschimuradow, Russland |
| 2005 | 2.    | Junioren-EM (Cadets) in Tirana                          | bis 54 kg      | hinter Achmed Gadschimuradow |
| 2006 | 5.    | Junioren-EM in Szombathely                              | Bantam         | Sieger: Saur Kuramagomedow, Russland vor Wugar Ragimow, Ukraine |
| 2006 | 3.    | Junioren-WM in Guatemala-Stadt                          | Bantam         | hinter Saur Kuramagomedow und Jassin Amiri, Iran |
| 2007 | 5.    | Junioren-EM in Belgrad                                  | Bantam         | hinter Peter Modos, Ungarn, Victor Wolfgang, Schweden, Lascha Gogitadse, Georgien und Iwan Tatarinow, Russland                                                                       |
| 2007 | 8.    | Dan-Kolow & Nikola-Petrow-Memorial in Sofia             | Bantam         | Sieger: Wenelin Wenkow, Bulgarien vor Maxim Mordowin, Russland und Hamid Soryan Reihanpour, Iran                                                                                     |
| 2007 | 1.    | Junioren-WM in Peking                                   | Bantam         | nach Siegen über Upender Sen, Indien, Maikel Anache Lamoth, Kuba, Virgil Munteanu, Rumänien, Sanjarbek Schumaschew, Usbekistan und Wang Feilong, China                               |
| 2008 | 2.    | Olympia-Qualif.-Turnier in Rom-Ostia                    | Bantam         | hinter Jiao Hua Feng, China, vor Lascha Gogitadse und Roman Amojan, Armenien |
| 2008 | 3.    | Dan-Kolow & Nikola-Petrow-Memorial in Sofia             | Bantam         | hinter Wenelin Wenkow und Maxim Mordowin |
| 2008 | 2.    | Junioren-EM in Kosice                                   | Bantam         | hinter Həsən Əliyev, Aserbaidschan, vor Iwan Tatarinow und Recep Yilmaz, Türkei |
| 2008 | 1.    | Junioren-WM in Istanbul                                 | Bantam         | nach Siegen über Lenur Temirow, Ukraine, Niko Ohukainen, Finnland, Nurbek Uktamow, Aserbaidschan, Maikel Anache Lamoth und Arsen Eralijew, Kirgisistan                               |
| 2009 | 3.    | Dave-Schultz-Memorial-International in Colorado Springs | Bantam         | hinter Spenser Thomas Mango und Samuel Hazewinkel, beide USA |
| 2009 | 3.    | Dan-Kolow & Nikola-Petrow-Memorial in Warna             | Bantam         | hinter Kohei Hasegawa, Japan und Wenelin Wenkow |
| 2009 | 3.    | EM in Wilnius                                           | Bantam         | nach Siegen über Hammet Rustam, Türkei und Rowschan Bajramow, Aserbaidschan, einer Niederlage gegen Mariusz Los, Polen und einem Sieg über Jan Hocko, Tschechien                     |
| 2009 | 19.   | WM in Herning/Dänemark                                  | Bantam         | nach einer Niederlage gegen Bekchan Mankijew, Russland |
| 2010 | 4.    | Dave-Schultz-Memorial-International in Colorado Springs | Bantam         | hinter Ildar Hafisow, Usbekistan, Choi Gyu-jin, Südkorea und Kohei Hasegawa |
| 2010 | 1.    | Dan-Kolow & Nikola Petrow-Memorial in Burgas            | Bantam         | vor Wenelin Wenkow, Taleh Mammadow, Aserbaidschan und Daniar Islamow, Moldawien |
| 2010 | 5.    | EM in Baku                                              | Bantam         | nach Siegen über Dawid Andrzej Ersetic, Polen und Daniar Islamow und Niederlagen gegen Elçin Əliyev, Aserbaidschan und Wugar Ragimow                                                 |
| 2011 | 6.    | Dave-Schultz-Memorial-International in Colorado Springs | Bantam         | Sieger: Thomas Roenningen vor Anders Roenningen, beide Norwegen |
| 2011 | 1.    | Dan-Kolow & Nikola-Petrow-Memorial in Burgas            | Bantam         | vor Wenelin Wenkow, Bayram Garip, Türkei und Victor Ciobanu, Moldawien |
| 2011 | 15.   | EM in Dortmund                                          | Bantam         | nach einer Niederlage gegen Mariusz Los |
| 2011 | 10.   | Wladyslaw-Pytlasinski-Memorial in Radom                 | Bantam         | Sieger: Arsen Eralijew vor Wenelin Wenkow |
| 2012 | 1.    | Dan-Kolow & Nikola-Petrow-Memorial in Sofia             | Bantam         | vor Kamel Karabadse, Armenien, Victor Ciobanu und Mehrdad Mardani, Iran |
| 2012 | 3.    | EM in Belgrad                                           | Bantam         | nach einem Sieg über Federico Manea, Italien, einer Niederlage gegen Peter Modos, Ungarn und Siegen über Kristian Gazdag, Serbien, Victor Ciobanu und Mingijan Semjonow, Russland    |
| 2012 | 2.    | Olympia-Qualif.-Turnier in Sofia                        | Bantam         | hinter Håkan Nyblom, Dänemark, vor Anar Zeinalow, Estland und Roman Amojan, Armenien                                                                                                 |
| 2012 | 12.   | OS in London                                            | Bantam         | nach einer Niederlage gegen Li Shujin, China |
| 2013 | 2.    | Dan-Kolow & Nikola-Petrow-Memorial in Plowdiw           | Bantam         | hinter Victor Ciobanu, vor Nikolai Winchew, Bulgarien und Yun Won-chol, Nordkorea |
| 2013 | 5.    | EM in Tiflis                                            | Bantam         | nach einem Sieg über David Borsos, Ungarn, einer Niederlage gegen Elbek Taschijew, Weißrussland, einem Sieg über Anar Zeinalow und einer Niederlage gegen Bekchan Mankijew, Russland |
| 2013 | 22.   | WM in Budapest                                          | Bantam         | nach einer Niederlage gegen Victor Ciobanu |
| 2014 | 1.    | EM in Vantaa/Finnland                                   | bis 59 kg      | nach Siegen über Jani Haapamäki, Finnland, Karen Aslanjan, Iwan Kujlakow, Kristijan Friis, Serbien und Victor Ciobanu                                                                |

Erläuterungen
- alle Wettkämpfe im griechisch-römischen Stil
- OS = Olympische Spiele, WM = Weltmeisterschaft, EM = Europameisterschaft
- Bantamgewicht, Gewichtsklasse bis 55 kg Körpergewicht (bis 31. Dezember 2013); seit 1. Januar 2014 gilt eine neue Gewichtsklasseneinteilung durch den Ringer-Weltverband FILA